# Ljungsbro
Ljungsbro é uma pequena cidade da Suécia, situada na província histórica da Östergötland. Tem cerca de 6 785 habitantes (2020), e pertence à comuna de Linköping. Está situada a 15 km a noroeste de Linköping. É atravessada pelo canal de Göta e pelo rio Motala ström. A principal indústria da localidade é a fábrica de chocolates AB Cloetta. 

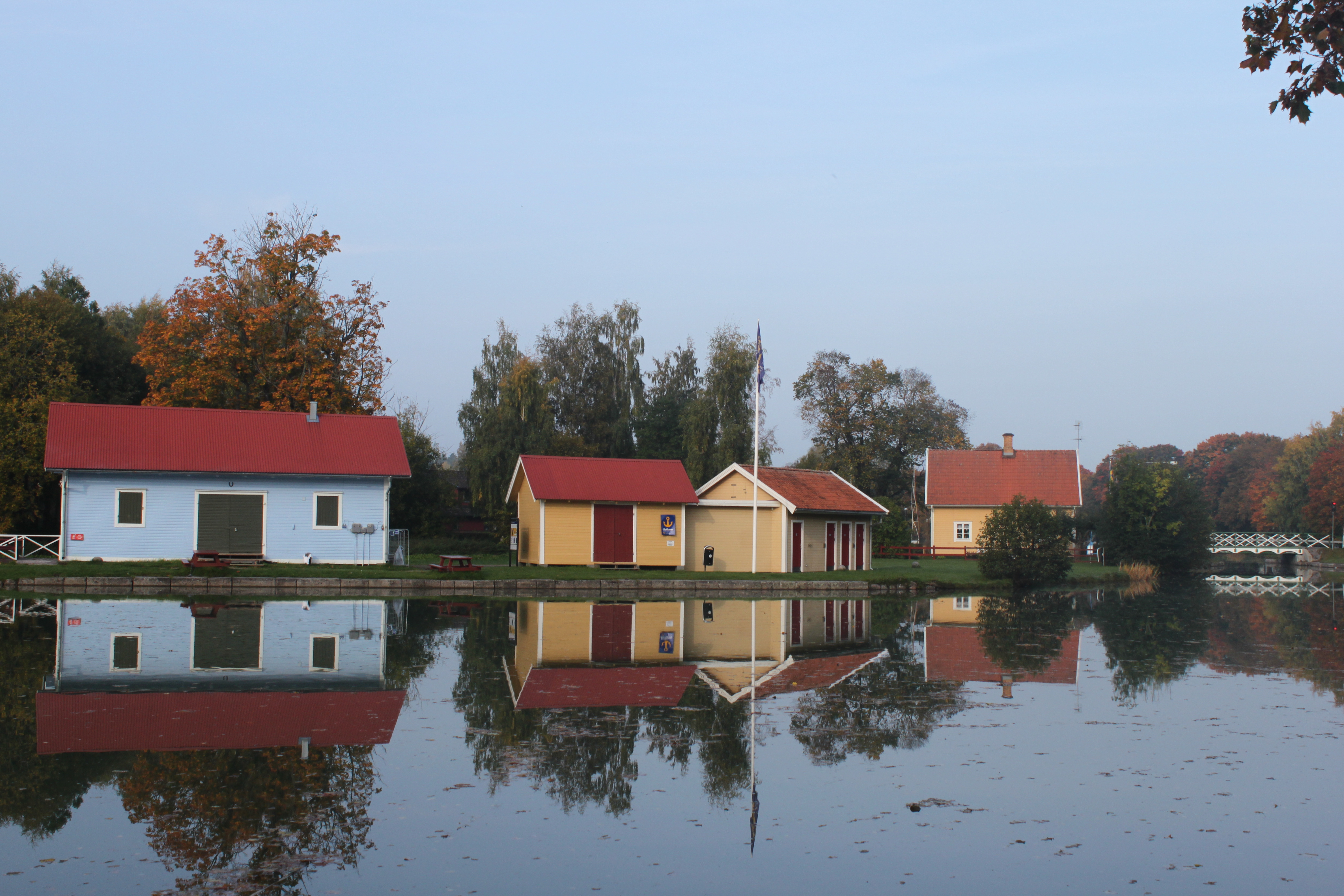
Cais de Ljungsbro junto ao canal de Göta
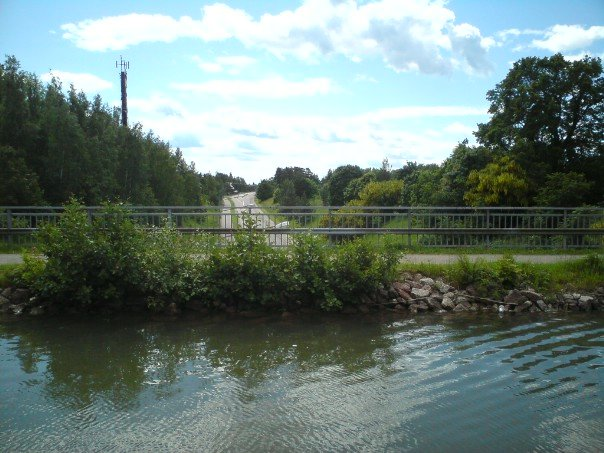
Aqueduto do  canal de Göta
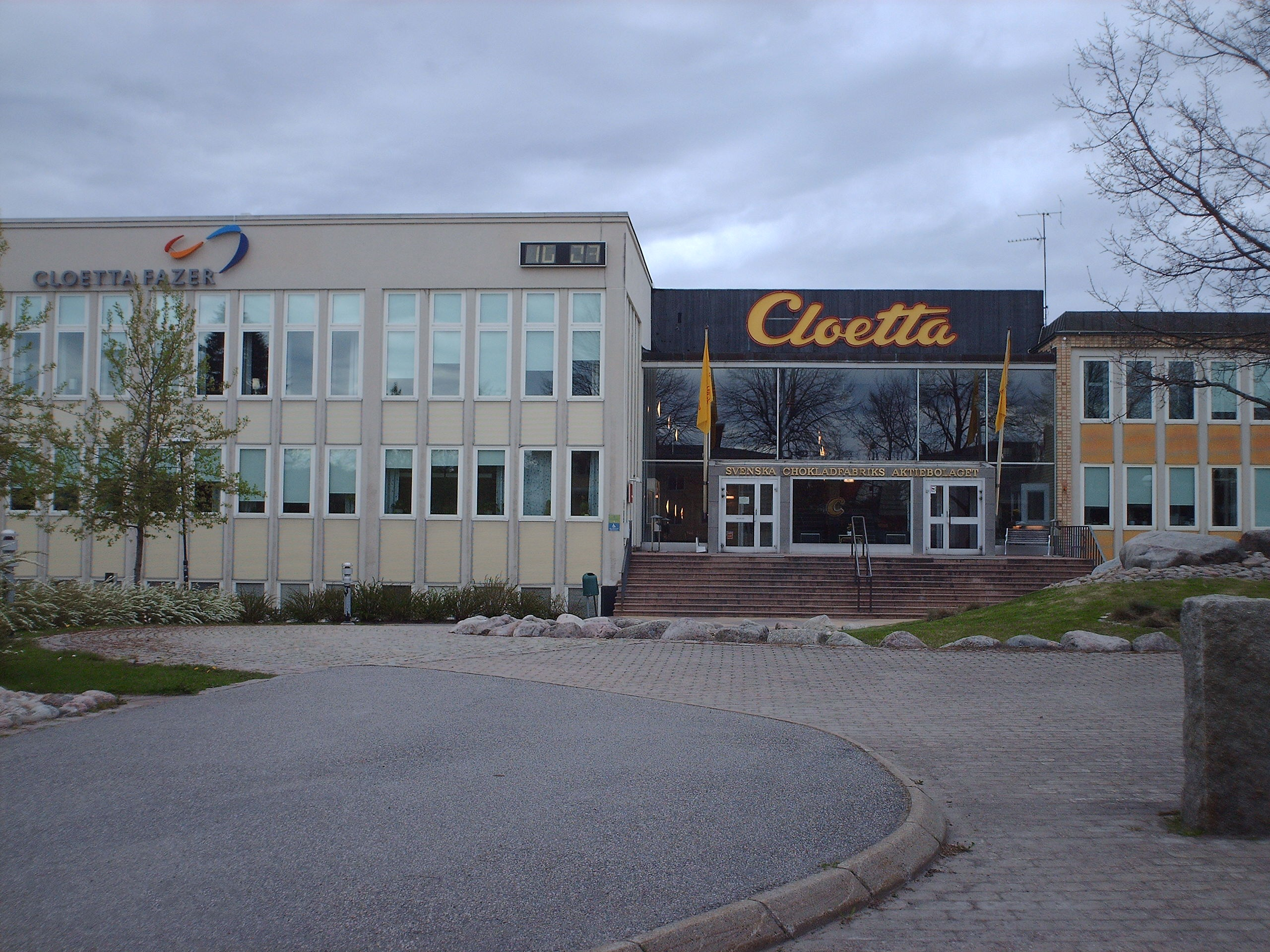
Fábrica de chocolate AB Cloetta